# Giải vô địch bóng đá nữ châu Đại Dương 2003
Giải vô địch bóng đá nữ châu Đại Dương 2003 là Giải vô địch bóng đá nữ châu Đại Dương thứ bảy, diễn ra tại Úc từ 5 tháng 4 tới 13 tháng 4 năm 2003. Đây cũng là vòng loại khu vực châu Đại Dương của Giải vô địch bóng đá nữ thế giới 2003 ở Hoa Kỳ.
Ban đầu giải được sắp xếp tổ chức vào tháng 11 năm 2002 với 10 đội tuyển chia làm hai bảng, tuy nhiên giải bị trì hoãn do các đội Samoa thuộc Mỹ, Tahiti và Tonga bỏ cuộc. Sau khi xếp lịch lại, các đội Fiji và Vanuatu bỏ cuộc khiến OFC quyết định tổ chức giải theo thể thức vòng tròn một lượt với năm đội tham dự.

## Vòng bảng
| Đội              | Đ  | Tr | T | H | B | BT | BB |
| ---------------- | -- | -- | - | - | - | -- | -- |
| Úc               | 12 | 4  | 4 | 0 | 0 | 45 | 0  |
| New Zealand      | 9  | 4  | 3 | 0 | 1 | 29 | 2  |
| Papua New Guinea | 6  | 4  | 2 | 0 | 2 | 10 | 21 |
| Samoa            | 3  | 4  | 1 | 0 | 3 | 3  | 39 |
| Quần đảo Cook    | 0  | 4  | 0 | 0 | 4 | 1  | 26 |

| Quần đảo Cook | 1–5 | Papua New Guinea                                       |
| ------------- | --- | ------------------------------------------------------ |
| Rakei 29'     |     | Matthies 21' Konalalai 23' Limabi 40', 87' Banabas 42' |

| Úc | 19–0 | Samoa |
| --- | ---- | ----- |
| Peters 5', 35', 50', 79' Golebiowski 16', 42', 46', 61' Davies 18' Small 41', 78' Mann 53', 58', 85', 87' Wainwright 55' Slatyer 56', 57' Garriock 72' |      |       |

| Úc                                                                                                   | 11–0 | Quần đảo Cook |
| --- | ---- | ------------- |
| Crawford 8', 17' Davies 11' Alagich 34', 62'(pen) Karp 37', 81' Hohnke 59' Small 65' Wilson 71', 82' |      |               |

| Samoa | 0–15 | New Zealand                                                                                               |
| ----- | ---- | --- |
|       |      | Jackman 5', 9', 24', 50' Ferrara 7', 10', 32' Smith 11', 12', 42', 65', 87' Moorwood 41' Michele 80', 82' |

| Quần đảo Cook | 0–9 | New Zealand                                                                            |
| ------------- | --- | -------------------------------------------------------------------------------------- |
|               |     | Ferrara 4', 22' Jackman 13', 33', 49' Smith 30' Henderson 53' Simpson 59' McCahill 88' |

| Úc | 13–0 | Papua New Guinea |
| --- | ---- | ---------------- |
| Mann 5', 41', 49', 55' Peters 17' Salisbury 29', 81'(pen) Alagich 46' Golebiowski 59', 71' Garriock 60', 78', 89' |      |                  |

| Papua New Guinea | 0–5 | New Zealand                               |
| ---------------- | --- | ----------------------------------------- |
|                  |     | Smith 7' Jackman 12', 47', 59' Duncan 68' |

| Quần đảo Cook | 0–1 | Samoa      |
| ------------- | --- | ---------- |
|               |     | Laumea 77' |

| Papua New Guinea                                  | 5–2 | Samoa                 |
| ------------------------------------------------- | --- | --------------------- |
| Banabas 27', 80' Matthies 30' Nombe 51' Lanta 71' |     | Talai 74' Peresia 87' |

| Úc                   | 2–0 | New Zealand |
| -------------------- | --- | ----------- |
| Peters 24' Small 49' |     |             |

| Vô địch Giải vô địch bóng đá nữ châu Đại Dương 2003 |
| --------------------------------------------------- |
| · Úc · Lần thứ ba                                   |